# Tainia
Tainia é um género botânico pertencente à família das orquídeas (Orchidaceae). Também conhecida como Orquídea Fita.